# John T. Houghton
Pour les articles homonymes, voir Houghton.
John Theodore Houghton, né le 30 décembre 1931 à Dyserth et mort le 15 avril 2020, est un physicien de l'atmosphère gallois. Il a été le co-président du groupe de travail d'évaluation scientifique du Groupe d'experts intergouvernemental sur l'évolution du climat (GIEC) qui a partagé le prix Nobel de la paix en 2007 avec Al Gore.
Professeur de physique atmosphérique à l'Université d'Oxford, ancien directeur général du Met Office et fondateur du Centre Hadley, il a été président de la John Ray Initiative, une organisation « reliant l'environnement, la science et le christianisme », où il a comparé la gestion de la Terre à celle du jardin d'Éden par Adam et Eve. Membre fondateur de la Société internationale pour la science et la religion, il est devenu président de l'Institut Victoria en 2005.

## Biographie
Né à Dyserth, John Theodore Houghton est le deuxième des trois fils de Sidney et Miriam (née Yarwood) Houghton. Son frère aîné, David (mort en 2015), devient météorologue et son troisième et plus jeune frère, Paul Houghton, professeur d'ingénierie et trésorier et président de l'Initiative John Ray, qui relie l'environnement, la science et le christianisme.
La famille déménage à Rhyl quand John a deux ans. Il fréquente le lycée de Rhyl où il découvre son intérêt pour la science. Il a poursuivi ses études au Jesus College d'Oxford, obtenant une licence en 1951, une maîtrise (Oxon) et un doctorat en 1955. Il a été élevé en tant que chrétien évangélique par des parents chrétiens pieux et croyait que la science et le christianisme se renforçaient mutuellement, ainsi que le christianisme et l'environnement. Le christianisme évangélique de Houghton, combiné à sa formation scientifique, a fait de lui une voix importante dans les cercles chrétiens évangéliques. Il était également un ancien de l'église presbytérienne d'Aberdyfi. Après le décès de sa première femme d'un cancer en 1986, il crée le Margaret Houghton Memorial Fund, une unité de recherche sur les soins infirmiers médicaux en sa mémoire.
Il est fait chevalier en 1991. 
Houghton a été scientifique honoraire du Hadley Centre for Climate Prediction and Research au Met Office (depuis 2002) ; scientifique honoraire du Rutherford Appleton Laboratory (depuis 1991) ; administrateur de la Fondation Shell (depuis 2000) ; président de la John Ray Initiative (depuis 1997), et en 2013 a été annoncé comme membre du conseil consultatif de Sure Chill Technology. En 2007, il critique le documentaire controversé The Great Global Warming Swindle pour ses inexactitudes.

### Vie privée
En 1962, Houghton a épousé le Dr Margaret Broughton, fille d'un propriétaire de moulin à Colwyn. Ils ont eu deux enfants et sept petits-enfants.
Sa seconde épouse, Sheila, sera sa compagne pendant près de trente ans.

### Mort
Il meurt des complications de la COVID-19 le 15 avril 2020, à l'âge de 88 ans,.